# Lilo Rasch-Naegele
Lilo Rasch-Naegele, geborene Liselotte Margarete Naegele, (* 12. Dezember 1914 in Stuttgart; † 3. Juni 1978 in Oberaichen) war eine deutsche Malerin und Grafikerin sowie Gebrauchsgrafikerin, Modezeichnerin und Buchillustratorin. Ihr umfangreiches künstlerisches Werk hat in der Stuttgarter Kunstlandschaft vielfältige Spuren hinterlassen.

## Leben
Lilo Rasch-Naegele war die Tochter von Karl Alfons Naegele, einem Stuttgarter Kunstmaler mit Atelier in der Marienstraße. Nachdem der von ihr sehr verehrte Vater bereits 1927 gestorben war, fertigte Lilo Rasch-Naegele bereits im Alter von zwölf Jahren Werbezeichnungen für die Schaufensterdekoration benachbarter Geschäfte an.
Von 1922 bis 1930 besuchte Lilo Rasch-Naegele die Katholische Höhere Töchterschule zu Stuttgart. Anschließend nahm sie Zeichenunterricht zunächst an der Städtischen Gewerbeschule im Hoppenlau, Stuttgart, den sie – nach einem Zeichenvolontariat in der Stuttgarter Reklamefirma Carl Markiewicz – an der Württembergischen Staatlichen Kunstgewerbeschule Stuttgart fortsetzte. Dort war sie von 1931 bis 1933 ordentliche Schülerin der Grafischen Abteilung, wo sie von ihrem Lehrer Ernst Schneidler, dem Begründer der sogenannten Stuttgarter Schule im Bereich grafischer Gestaltung, entscheidend geprägt wurde.
In der Stuttgarter Reinsburgstraße unterhielt Lilo Rasch-Naegele ein eigenes Zeichenatelier und wurde gefragte Gebrauchsgrafikerin, Modezeichnerin und Buchillustratorin für namhafte Firmen aus der Textil- und Verlagsbranche wie Gröber-Neufra und Deutsche Verlagsgesellschaft Stuttgart.
1934 erhielt Lilo Naegele den Auftrag, für den Salon des Stuttgarter Starfriseurs Hugo Benner im Stuttgarter Wilhelmsbau die Schaufenster zu gestalten. Dabei wurde sie mit dem künstlerischen Kreis der Stuttgarter Intellektuellen um den Architekten Bodo Rasch bekannt, der den Salon einrichtete. Weitere Wegbegleiter dieser Zeit waren die Hölzel-Schüler Willi Baumeister, der das Briefpapier für Benner gestaltete, und Lily Hildebrandt, geb. Uhlmann, sowie deren Mann, der Kunsthistoriker Hans Hildebrandt.
Von 1938 bis 1939 arbeitete Lilo Rasch-Naegele in Berlin für die Zeitschriften Die Dame und die neue linie sowie für die Tobis-Filmgesellschaft.
1940 heiratete sie Bodo Rasch; aus der Ehe gingen die Tochter Aiga Rasch (1941–2009) sowie der Sohn Mahmud Bodo Rasch (1943) hervor.
Bereits unmittelbar nach Kriegsende setzte Lilo Rasch-Naegele ihre zeichnerischen Erfolge der Vorkriegszeit in ihrem Atelier in der Reinsburgstraße fort, indem sie für zahlreiche bekannte Marken wie ARAL, Schiesser und Elbeo, für die Stern-Anzeigenabteilung und für diverse Verlage (vor allem Boje, Kurt Desch, Wilhelm Goldmann, Albert Müller, Carl Überreuther und Ullstein-Propyläen) sowie für die Stuttgarter Zeitung arbeitete.
Als eine von wenigen Frauen in der Kunst gehörte Lilo Rasch-Naegele zum Künstlertreff „Bubenbad“, dessen Mittelpunkt Willi Baumeister bildete. Das Stuttgarter Männerlokal war Treffpunkt für die Kunsthistoriker Herbert Herrmann und Hans Hildebrandt, den Kunstschriftsteller Kurt Leonhard, den Philosophen Max Bense, die Verleger Albrecht Knaus und Gerd Hatje, die Maler Alfred Eichhorn, Cuno Fischer und Peter Jakob Schober, den Fotografen Adolf Lazi, die Produktgestalter Wilhelm Wagenfeld und Hans Warnecke sowie für den Psychiater und Kunstsammler Ottomar Domnick.
Ab 1950 fand Lilo Rasch-Naegele in dem von Bodo Rasch für seine Familie entworfenen modernen Villenbau im Oberaichener Wispelwald westlich von Stuttgart einen neuen Lebensmittelpunkt. Hier wandte sie sich mit großer Energie erstmals der freien, nichtkommerziellen Malerei zu und schuf bis zu ihrem unerwartet frühen Tod 1978 eine beachtliche Anzahl von Ölbildern sowie ein großes Konvolut experimenteller graphischer Arbeiten. Ihr umfangreiches und vielschichtiges Werk wird seit 2012 im Rahmen einer Nachlassverwaltung wissenschaftlich aufgearbeitet.

## Werk
In ihrer „Kunstfabrik“, wie Lilo Rasch-Naegele ihr Wohnhaus und Atelier im Wispelwald bezeichnete, begann für sie eine neue, experimentelle Schaffensphase vornehmlich mit Ölfarben. Zwischen Lasurtechnik und pastosem Auftrag testete sie stilistisch alle Möglichkeiten aus, wobei auch Schwamm, Spachtel und Schablone verwendet wurden. Ihr Stilmittel war die „Effaçure“, eine eigene Wortkreation, die sich vom französischen effacer (= verwischen) ableitet. Auch das nichtkommerzielle grafische Werk von Lilo Rasch-Naegele ist ebenso umfangreich wie stilistisch vielschichtig.
Die abstrakten Arbeiten sind von der Bauhaus-Schule Oskar Schlemmers und Paul Klees sowie von der lyrischen Abstraktion Willi Baumeisters bestimmt. Die figurativen Werke sind vom expressiven Realismus Pablo Picassos sowie dem konstruktiven Realismus Fernand Légers beeinflusst, teilweise stehen sie der Wiener Schule des Phantastischen Realismus (Ernst Fuchs) nahe.
Immer wiederkehrendes Thema ist dabei die Frau in ihrer ambivalenten Rolle als verführerische Eva und als beschützende Mutter. Ab Mitte der 1960er Jahre entstanden Sujets, mit denen sich Lilo Rasch-Naegele zur Chronistin ihrer Zeit machte. Ihr Spätwerk enthält zahlreiche Inspirationen aus dem arabischen Kulturkreis.

## Sammlungen
Zahlreiche Werke von Lilo Rasch-Naegele befinden sich in Firmenbesitz (u. a. Bally, Hoechst und Schiesser), in öffentlichen Sammlungen (Kunstmuseum Stuttgart, Stadt Leinfelden) sowie in zahlreichen regionalen und internationalen Privatsammlungen.

## Ausstellungen
Ab 1949 machten zahlreiche Einzel- und Gruppenausstellungen Lilo Rasch-Naegele im Stuttgarter Raum sowie überregional bekannt und führten ihre Werke bis nach Paris (1960), Vevey (1965), Athen (1967) sowie ins südfranzösische Manosque (1973).
- 1949 Stuttgarter Schauspielhaus, Foyer (K)
- 1951 Stuttgarter Kunstverein, Kunstgebäude (K)
- 1956 Studio für Neue Kunst, Wuppertal
- 1957 Galerie Lutz & Meyer, Stuttgart
Kunstkreis Böblingen (K)
- 1959 Galerie Hugo Borst, Stuttgart (K)
Gedok Galerie, Stuttgart
Stuttgarter Kunstverein (K)
- 1960 Galerie Schöninger, München
Musée d’Art Moderne, Paris (K)
- 1961 Gedok Galerie, Stuttgart
Kunstkreis Leinfelden, Filderhalle (K)
Städtische Galerie, Göppingen (K)
- 1962 Studio für Neue Kunst, Wuppertal
Barmer Kunsthalle (K)
Kunstkreis Böblingen (K)
Städtisches Bodenseemuseum Friedrichshafen (K)
Kunstkreis Leinfelden (K)
- 1963 Galerie Becher, Wuppertal
 Gedok Galerie, Düsseldorf (K)
- 1965 Galerie Pro Arte, Vevey
- 1966 Galerie Moderne Kunst, Vaihingen
- 1967 Féderation internationale, Athen (K)
Renitenztheater, Stuttgart
Galerie Gebr. Wöhr, Unterkochen
- 1969 Galerie der Lithopresse, Stuttgart
- 1971 Robert-Bosch-Realgymnasium, Schulgalerie
- 1972 Bei Carabelli
 Galerie Gebr. Wöhr, Unterkochen
 Kunsthaus Schaller, Stuttgart
Gedok Galerie, Stuttgart
Galerie Becher, Wuppertal
- 1973 Kunstkreis Leinfelden (K)
 Kunstausstellung Manosque (K)
 Kunsthaus Schaller, Stuttgart
 Künstlerbund, Stuttgart (K)
 Samstaggalerie, Ilsfeld (K)
- 1974 Kunstgebäude, Stuttgart (K)
 Stadt Leinfelden, Filderhalle (K)
 In eigenen Räumen
- 1975 Internat Triberg, Schulgalerie
 Gedok Galerie, Stuttgart
- 1979 Kunstkreis Schönaich
- 1981 Galerie Coiffeur Burg, Musberg
- 1982 Kunstkreis Schönaich
- 1984 Kunstkreis Schönaich (K)
 Sonnenberggalerie, Stuttgart
 Galerie Coiffeur Burg, Musberg
- 1986 Galerie Gebr. Wöhr, Unterkochen

(K) = Kollektivausstellung
in: 

## Werkauswahl Ölbilder
- Wartende im Pelz, 1966, Kunstmuseum Stuttgart
- Okyu, 1975, Privatbesitz
- Neunteiliges Tafelbild Minis, 1969, Privatbesitz
- Am Fuß der goldenen Leiter, 1966, Privatbesitz
- Zwölfteiliges Tafelbild Car-men, 1969, Privatbesitz

in: 